# Badlands Guardian
Badlands Guardian és una curiositat geomorfològica localitzada prop de Medicine Hat, al sud-est d'Alberta, Canadà.
La naturalesa d'aquesta curiositat és que, vista des de l'aire, aquesta formació rocosa sembla un cap humà lluint un barret a l'estil dels nadius.
La formació va ser originalment descoberta per Lynn Hickox en examinar les imatges en l'aplicació Google Earth. Els noms apropiats, van ser discutits per CBC Ràdio. Dels 50 noms proposats, set es van suggerir que el Consell del Comtat de Cypress. Ells van alterar Guardian of the Badlands(en català guardià dels Badlands) el suggerit per convertir-se en Badlands Guardian.